# Laura Garroni
Laura Garroni (Roma, 1922 – Roma, 1996) è stata una partigiana italiana.

## Biografia
Laura Garroni nacque a Roma nel 1922.  Frequento il Liceo classico Ennio Quirino Visconti frequentato allora anche da altri futuri gappisti come Carla Capponi e Giulio Cortini con cui si legò sentimentalmente. Fu in quell'ambiente che iniziò la militanza nel Movimento dei Cattolici Comunisti, assieme a Adriano Ossicini, Franco Rodano e Marisa Cinciari.

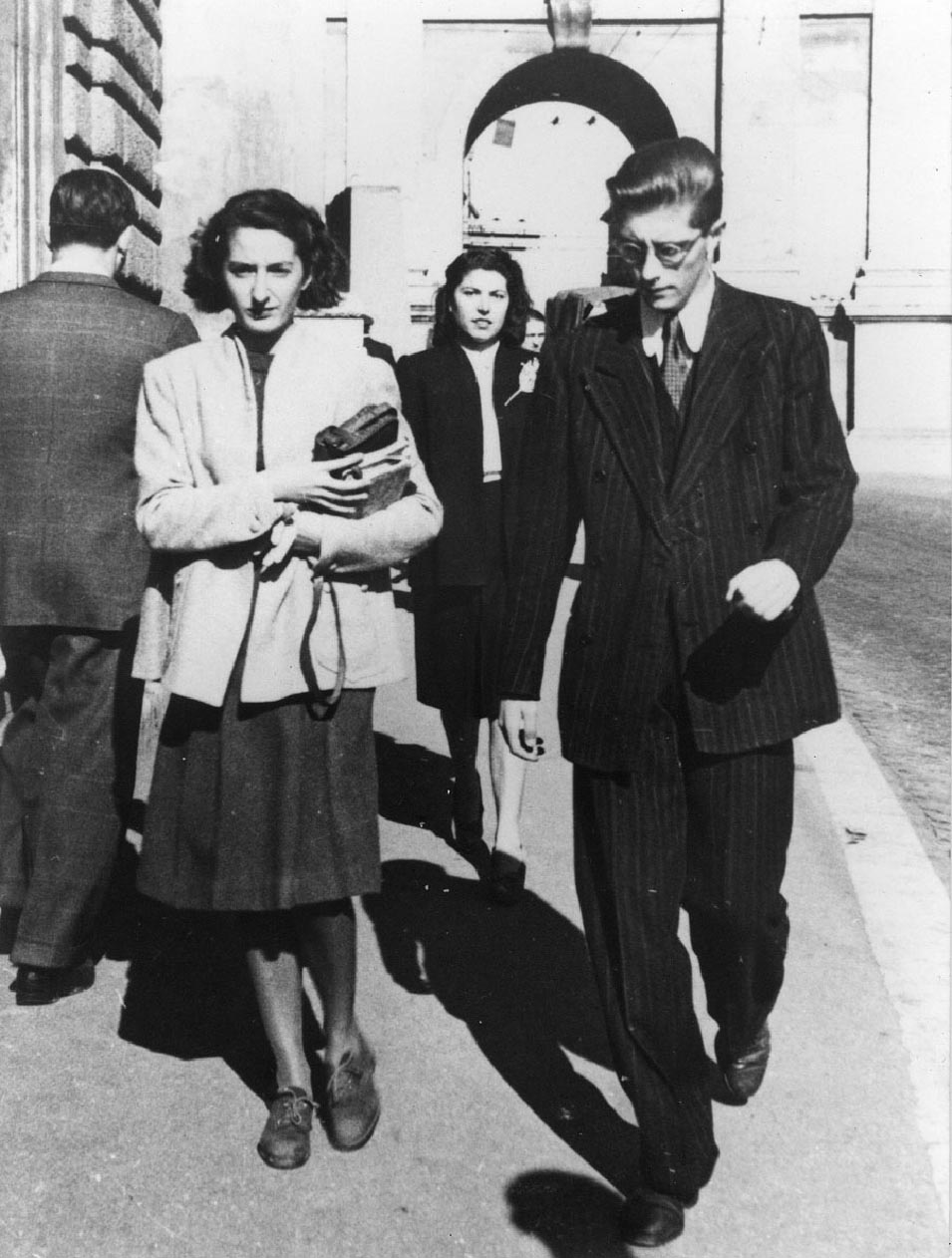
Franco Rodano e Laura Garroni.

Nel 1943 Giulio Cortini, che era diventato assistente di Fisica all'Università di Roma, essendo stato spiato dalla polizia fascista mentre era a colloquio con Adriano Ossicini fu arrestato con l'accusa di cospirazione. Trattenuto per circa due mesi fu rilasciato poco dopo la caduta del fascismo. Immediatamente dopo la scarcerazione Laura e Giulio entrarono a far parte del Partito Comunista Italiano e, in particolare, dei Gruppi di Azione Patriottica nuclei di pochi uomini armati, molto attivi nella lotta contro i nazifascisti. Cesare e Caterina furono i rispettivi nomi di copertura tra i cosiddetti gappisti. In piena occupazione tedesca di Roma, durante la loro attività di partigiani, la coppia si sposò in chiesa il 25 ottobre 1943. "Cesare" fu quindi nominato dai capi della resistenza romana, tra cui Carlo Salinari e Antonello Trombadori, responsabile del gruppo artificieri del GAP centrale e "Caterina" fece parte del suo gruppo insieme allo studente di chimica Tullio Pietrocola (1922-1976) che si può vedere alla sua destra accanto al marito nella foto storica ritraente i gappisti romani. Del gruppo di artificieri all'inizio fecero parte anche l'architetto Giorgio Labò e il chimico Gianfranco Mattei che il 1º febbraio 1944, in seguito ad una delazione, furono arrestati, torturati, senza nulla rivelare, e uccisi dai nazifascisti.

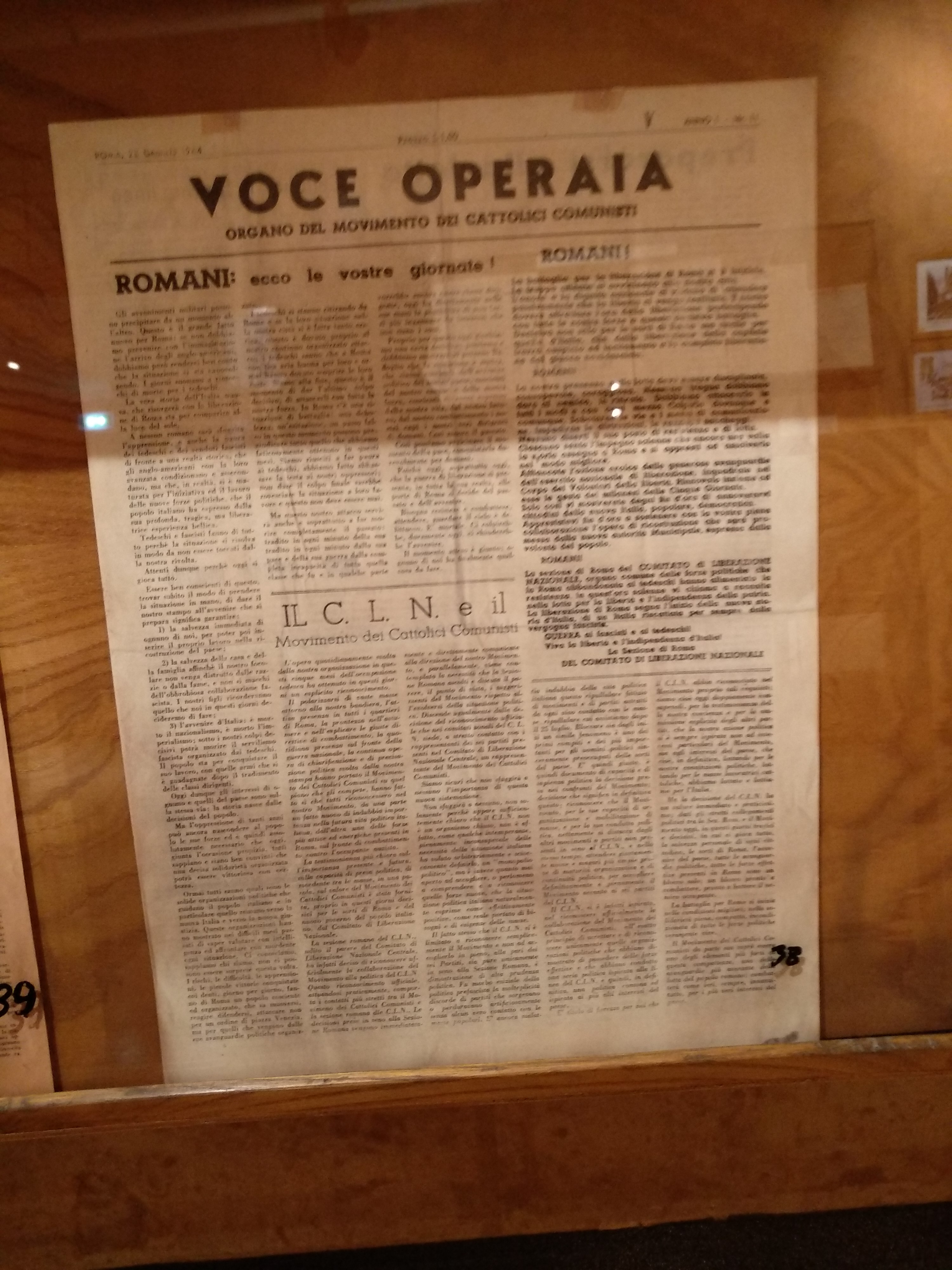
Voce Operaia al Museo storico della Liberazione

Laura Garroni con il gruppo di artificieri partecipò a molte azioni di sabotaggio e, in particolare, mise a punto l'ordigno utilizzato per l'azione gappista di via Rasella contro un reparto di soldati tedeschi. Inoltre in quei mesi di inizio 1944, Laura, con la sorella Silvia e altre amiche, era solita prelevare dalla casa di Carla Capponi, divenuta base dei GAP, il giornale La voce operaia per diffonderlo clandestinamente in città.
Dopo la liberazione di Roma, Laura Garroni lavorò come bibliotecaria all'Università degli Studi di Napoli Federico II. Appena finita la guerra, Garroni, nell'ambito del matriminio con Cortini, procrea uno dopo l'altro tre figli. Nel  1945, arriva Massimo. Nel 1946, segue Rita. Nel 1947, è la volta di Anna. 
A seguito del Sessantotto, assieme alla figlia Anna, Garroni matura, nel 1970, la scelta di aderire ad Avanguardia Operaia, una delle principali organizzazioni della Estrema sinistra italiana.
Nelle elezioni politiche del 1976, Garroni, assieme ad Anna Cortini, si candida alla Camera per la circoscrizione di Roma, nella lista di Democrazia Proletaria. Alla "partigiana" Garroni giungono oltre seicento preferenze.
Muore a Roma nel 1996.

## Riconoscimenti
A Laura Garroni, il Comune di Roma nel 2015, sindaco Ignazio Marino, ha dedicato un tratto del percorso ciclopedonale che da Ponte Milvio porta a Castel Giubileo. 
In quell'occasione analogo riconoscimento fu dato ad altre sei gappiste romane.